# ویتالییس آستافیفس
ویتالییس آستافیفس (انگلیسی: Vitālijs Astafjevs؛ زادهٔ ۳ آوریل ۱۹۷۱) یک بازیکن و مربی فوتبال اهل لتونی است.
از باشگاه‌هایی که در آن بازی کرده‌است می‌توان به روبین کازان، باشگاه فوتبال ونتسپیلس، باشگاه فوتبال آستریا وین، باشگاه فوتبال بریستول راورز، باشگاه فوتبال آدمیرا واکر مودلینگ و باشگاه فوتبال اسکونتو اشاره کرد.
وی همچنین در تیم ملی فوتبال لتونی بازی کرده است.